# Jahja uld Ahmad al-Waghaf
Jahja uld Ahmad al-Waghaf (arab. يحي ولد أحمد الواقف = Yaḥya walad 'Aḥmad al-Wāqaf, fr. Yahya Ould Ahmed El Waghef, ur. 1960 w Al-Midżriji w regionie Takant), mauretański polityk, premier Mauretanii od 6 maja 2008 do 6 sierpnia 2008. Został obalony w wyniku w wyniku wojskowego zamachu stanu.

## Życiorys
Jahja uld Ahmad al-Waghaf w latach 1981–1984 studiował w Rabacie w Maroku statystykę, a następnie od 1984 do 1986 ekonomię. W październiku 1986 został profesorem ekonomii na Uniwersytecie w Nawakszucie. W latach 1989–1999 pracował w Biurze Światowego Programu Żywnościowego.
Od stycznia do sierpnia 2003 był dyrektorem generalnym Mauretańskiej Spółki Gazowej (Societé Mauritanienne de Gaz, SOMAGAZ). Następnie od września 2003 do października 2004 zajmował stanowisko dyrektora Parku Narodowego Banc d'Arguin. 27 października 2004 został mianowany sekretarzem generalnym w Ministerstwie Hydrauliki i Energii. Pełnił tę funkcję do kwietnia 2005, kiedy objął urząd dyrektora generalnego linii lotniczych Air Mauritanie. Stanowisko to zajmował do grudnia 2006.
Po objęciu urzędu prezydenta Mauretanii przez Sidiego Muhammada uld Szajcha Abdallahiego, Waghaf 28 kwietnia 2007 został mianowany ministrem-sekretarzem generalnym urzędu prezydenta republiki. 5 stycznia 2008 Waghaf został wybrany przewodniczącym Narodowego Paktu na rzecz Demokracji i Rozwoju (ADIL), partii powołanej w celu wspierania rządów prezydenta Abdallahiego.
6 maja 2008, po rezygnacji ze stanowiska premiera Mauretanii przez Zina uld Zidana, prezydent Abdallahi mianował Jahję uld Ahmada al-Waghafa nowym szefem rządu.

## Zamach stanu 2008
4 sierpnia 2008 25 z 49 deputowanych oraz 24 z 45 senatorów proprezydenckiej partii ADIL ogłosiło opuszczenie szeregów tej partii, co spowodowało utratę większości parlamentarnej przez rząd premiera al-Waghafa. O zaplanowanie tego posunięcia jedna z mauretańskich partii już w czerwcu 2008 oskarżała szefa prezydenckiej straży bezpieczeństwa generała Muhammada uld Abd al-Aziza.
Rano 6 sierpnia 2008 prezydent Sidi uld Szajch Abdallahi odwołał ze stanowiska szefa straży prezydenckiej Abd al-Aziza wraz z kilkoma innymi wojskowymi. W tym samym dniu generał Abd al-Aziz zainicjował zamach stanu, zajmując pałac prezydencki w Nawakszucie. Prezydent i premier Jahja uld Ahmad al-Waghaf zostali zatrzymani. W swoim oświadczeniu Abd al-Aziz ogłosił unieważnienie dekretu prezydenta o odwołaniu straży bezpieczeństwa oraz objęcie przywództwa w nowej 11-osobowej Radzie Państwa. Premier został usunięty z urzędu i uwięziony w koszarach wojskowych. 11 sierpnia 2008 został uwolniony. 14 sierpnia 2008 generał Abdel Aziz mianował nowym szefem rządu Mulaja uld Muhammada al-Aghzafa.